# Electro Velvet
Electro Velvet – brytyjski duet wokalny, w którego skład wchodzą Alex Larke i Bianca Nicholas. Reprezentanci Wielkiej Brytanii podczas 60. Konkursu Piosenki Eurowizji w 2015 roku.

## Historia
Przed rozpoczęciem współpracy oboje członkowie zespołu zajmowali się muzyką. Bianca brała udział w programach talent show The X Factor i The Voice UK, a także śpiewała w duecie z Willem Youngiem. Alan z kolei pracował jako nauczyciel muzyki w szkole podstawowej oraz występował na całym świecie ze swoim zespołem. Pod koniec 2014 wokaliści założyli duet pod nazwą „Electro Velvet” specjalnie na potrzeby Eurowizji.
7 marca 2015 zostali oficjalnie ogłoszeni przez BBC reprezentantami Wielkiej Brytanii podczas 60. Konkursu Piosenki Eurowizji wraz z piosenką „Still in Love with You”. 23 maja wystąpili w finale konkursu i zajęli 24. miejsce z pięcioma punktami na koncie. Po zakończeniu Eurowizji zespół zawiesił działalność. 
We wrześniu 2018 Alex i Bianca wznowili współpracę i wydali wspólnie nowy singiel – Take Me Home.

## Dyskografia

### Single
- Still in Love with You (2015)
- Take Me Home (2018)